# Дмитрієвське підземне сховище газу
Дмитрієвське підземне сховище газу – об’єкт нафтогазової інфраструктури, майданчик якого знаходиться в Самарській області Росії.
Сховище, закачування газу до якого почалось в 1977 році, створили на основі виснаженого газового родовища. Зберігання газу відбувається у пласті калиновської свити казанського ярусу (верхня перм), при цьому покрівля пласта залягає на глибині 460 метрів, а товщина досягає 67 метрів.
Активна ємність сховища складає 125 млн м3 при максимальному добовому відборі у 1 млн м3.
Фонд експлуатаційних свердловин ПСГ налічує 26 одиниць.
Сховище сполучене з газопроводом Похвістнєво – Самара, а закачування газу забезпечує компресорна станція Дмитрієвська (також обслуговує Михайлівське підземне сховище газу).